# 現状ディストラクション
「現状ディストラクション」（げんじょうディストラクション）は、日本のロックバンドであるSPYAIRの楽曲。同バンドの12枚目のシングルとして、2013年7月3日にSony Music Associated Recordsからリリースされた。

## 概要
前作「虹」以来、約1か月ぶりのリリースとなるシングル。表題曲は、アニメ映画『劇場版 銀魂 完結篇 万事屋よ永遠なれ』の主題歌に起用され、同バンドの3度目の銀魂タイアップとなった。また、同バンドが映画主題歌を担当するのは初である。
リリースは初回生産限定盤と通常盤の2形態で行われた。通常盤のカップリングには、80kidzによる「0 GAME」のリミックスバージョンが収録されている。初回生産限定盤は18×18cmのアニメ絵柄描き下ろし大型紙ジャケット仕様になっており、初回生産限定盤のカップリングには、過去に同アニメのテーマソングとなった「サムライハート (Some Like It Hot!!)」、「サクラミツツキ」の2曲も収録されている。なお、同バンドの過去のシングル曲がカップリングに収録されるのはこれが初である。
現時点でSPYAIRのシングルの中で最高順位、最高売り上げを誇るシングルである。
YouTubeチャンネル『THE FIRST TAKE』第404回（2024年2月9日配信）に出演し、本曲の一発録りパフォーマンスを披露した。なお、YOSUKE（ボーカル）加入後のメディア出演で本曲を披露するのはこれが初となる。

## 収録曲

### 初回生産限定盤
- 全作詞：MOMIKEN、全作曲・編曲：UZ

1. 現状ディストラクション [3:36]
  - アニメ映画『劇場版 銀魂 完結篇 万事屋よ永遠なれ』主題歌。
  - 2013年8月9日にミュージックステーションにて披露され、初登場となった。
2. サクラミツツキ [3:36]
  - テレビ東京系アニメ『銀魂』第13期オープニングテーマ
3. サムライハート (Some Like It Hot!!) [3:11]
  - テレビ東京系アニメ『銀魂』第17期エンディングテーマ
4. 現状ディストラクション (inst.) [3:36]
5. サクラミツツキ (inst.) [3:36]
6. サムライハート(Some Like It Hot!!) (inst.) [3:08]

### 通常盤
1. 現状ディストラクション [3:37]
2. 0 GAME (80KIDZ Remix) [4:33]
  - 作詞：MOMIKEN、作曲：UZ

80kidzによる、「0 GAME」のリミックスバージョン。

## チャート成績
オリコンチャートのCDシングル週間ランキングでは、2013年7月15日付のランキングで初登場で最高順位6位を記録し、サクラミツツキ以来となるTOP10を獲得した。さらに2013年7月度の月間チャートでは発売初月に3.1万枚を売り上げ、18位を獲得した。
ビルボードのシングルチャートでは、2013年7月15日付のランキングで、4位を獲得、アニメチャートではサクラミツツキに引き続き首位を獲得している

## 収録アルバム
現状ディストラクション
- 『MILLION』（#3）
- 『BEST』（#4）

0 GAME (80KIDZ Remix)
- 『MILLION』（BONUS DISC #5）

## 他のアーティストによるカバー
現状ディストラクション
- ЯeaL - 配信シングル「現状ディストラクション」（2019年10月2日発売）および 2ndフルアルバム『ライトアップアンビバレンツ』（2020年9月16日発売）に収録[14][15]。
- GYROAXIA - シングル「VOICE/MANIFESTO」（2020年1月15日発売）に収録[16]。